# Cuisy-en-Almont
Cuisy-en-Almont település Franciaországban, Aisne megyében. Lakosainak száma 358 fő (2022. január 1.). Cuisy-en-Almont Bieuxy, Fontenoy, Osly-Courtil, Pommiers, Tartiers és Vauxrezis községekkel határos.

## Népesség
A település népességének változása:
| Lakosok száma | 433  | 311  | 321  | 333  | 339  | 349  | 355  | 358  | 357  | 358  |
|               | 1968 | 1982 | 1990 | 2006 | 2013 | 2015 | 2017 | 2019 | 2020 | 2022 |